# Ганс Цибулька
Ганс Цибулька, повне ім'я Йоган Пауль Цибулька, чеськ. Hanns Cibulka (20 вересня 1920, село Єґерндорф, Чехословаччина, зараз Крнов, Чехія — 20 червня 2004, Ґота, Німеччина) — німецький письменник, поет, казкар та мемуарист.

## Біографія

### Ранні роки
Ганс Цибулька, син кравця, на початку навчався торговій справі. З 1939 по 1945 рік був солдатом Вермахту. Під час війни він познайомився з працями Вільяма Гайнза, Роберта Хольбаума та Фрідріха Ніцше. У важких боях в Італії був поранений, в американському таборі для військовополонених на Сицилії лікувався від малярії.

### Директор бібліотеки
Після звільнення з полону він не міг повернутися на батьківщину, у Судетську область і оселився в зоні радянської окупації. З 1948 року працював у Державному бюро бібліотекознавства Тюрінгії в Єні, у 1949–1951 роках навчався в школі бібліотекознавства в Східному Берліні. Він відмовився від пропозиції зайняти місце голови нової центральної бібліотеки в Національному науково-дослідному інституті класичної німецької літератури у Ваймарі, натомість став директором міської та окружної бібліотеки «Генріх Гайне» в Оранжереї Ґоти, де працював з 1953 до виходу на пенсію у 1985 році.
Його перша дружина, Енн Марі, у 1958 році виїхала на Захід з письменником Петером Йокострою. Двоє дітей від цього шлюбу залишилися в Ґоті. У 1960 році він одружився з Едельґардою Хефферер (Edelgard Häfferer), яка надалі виховувала його дітей. Ганс Цибулька мав двох дітей та чотирьох внуків.
З квітня 2014 року його могила знаходиться на кладовищі в Ґоті. З нагоди 10-річчя з дня його смерті міська рада надала йому звання Почесного мешканця Ґоти. Читальний та лекційний зали у бібліотеці Гайне носять ім'я Цибульки.

## Творчість
Ганс Цибулька належить до незалежних, критично настроєних авторів колишньої НДР і досі привертає увагу всієї Німеччини. Його перу належать як поезія, так і проза та мемуари. Літературну діяльність він почав з віршів, а власне поезія довгий час домінувала у його творчості. Спочатку Цибулька орієнтувався на класичні зразки поезії — Гельдерліна, Платена, Рільке і Тракля, але згодом зазнав впливу міжнародного модернізму. В результаті він створив свій власний стиль, для якого характерні висока мовна концентрація та енергійне зображення. Таким чином він писав поеми-сотворіння, які є одними з найбільш вражаючих у сучасній німецькій літературі.

## Твори
- 1954 Märzlicht. Gedichte Halle/Leipzig: Mitteldeutscher Verl.
- 1959 Zwei Silben. Gedichte Weimar: Volksverl.
- 1960 Sizilianisches Tagebuch Halle/Leipzig: Mitteldeutscher Verl.
- 1962 Arioso. Gedichte Halle/Leipzig: Mitteldeutscher Verl.
- 1963 Umbrische Tage Halle/Leipzig: Mitteldeutscher Verl.
- 1968 Windrose. Gedichte Halle/Leipzig: Mitteldeutscher Verl.
- 1971 Sanddornzeit. Tagebuchblätter von Hiddensee Halle/Leipzig: Mitteldeutscher Verl.
- 1972 Dornburger Blätter. Briefe und Aufzeichnungen Halle/Leipzig: Mitteldeutscher Verl.
- 1973 Lichtschwalben. Gedichte Halle/Leipzig: Mitteldeutscher Verl.
- 1974 Liebeserklärung in K. Tagebuchaufzeichnungen Halle/Leipzig: Mitteldeutscher Verl.
- 1977 Lebensbaum. Gedichte Halle/Leipzig: Mitteldeutscher Verl.
- 1978 Das Buch Ruth. Aus den Aufzeichnungen des Archäologen Michael S. Halle/Leipzig: Mitteldeutscher Verl.
- 1980 Der Rebstock. Gedichte Halle/Leipzig: Mitteldeutscher Verl.
- 1982 Swantow. Die Aufzeichnungen des Andreas Flemming Halle/Leipzig: Mitteldeutscher Verl.
- 1982 Gedichte Berlin/DDR: Verl. Neues Leben (= Poesiealbum 181)
- 1984 Seit ein Gespräch wir sind / E noi siamo dialogo. Gedichte/Poesie Zweisprachige Ausgabe. Forli: Forum/Quinta Generazione.
- 1985 Seedorn. Tagebucherzählung Halle/Leipzig: Mitteldeutscher Verl.
- 1986/1989 Losgesprochen. Gedichte aus 3 Jahrzehnten. Auswahl und Nachwort Gerhard Wolf. Leipzig: Reclam. (= Reclams Universal-Bibliothek 1100) ISBN 3-379-00209-7
- 1988 Wegscheide. Tagebucherzählung Halle/Leipzig: Mitteldeutscher Verl. ISBN 3-354-00301-4
- 1989 Nachtwache. Tagebuch aus dem Kriege. Sizilien 1943 Halle/Leipzig: Mitteldeutscher Verl. ISBN 3-354-00508-4
- 1991 Ostseetagebücher Leipzig: Reclam. (= Reclam-Bibliothek 1398) ISBN 3-379-00693-9
- 1992 Dornburger Blätter Berlin: Aufbau-Taschenbuch-Verl. ISBN 3-7466-0150-9
- 1993 Thüringer Tagebücher Leipzig: Reclam. (= Reclam-Bibliothek 1457) ISBN 3-379-01457-5
- 1994 Am Brückenwehr. Zwischen Kindheit und Wende Leipzig: Reclam. ISBN 3-379-01490-7
- 1996 Die Heimkehr der verratenen Söhne. Tagebucherzählung Leipzig: Reclam. ISBN 3-379-01553-9
- 1998; ²2005 Tagebuch einer späten Liebe Leipzig: Reclam ISBN 3-379-01615-2
- 2000 Sonnenflecken über Pisa Leipzig: Reclam. ISBN 3-379-01700-0
- 2004 Späte Jahre Leipzig: Reclam. ISBN 3-379-20083-2

Посмертні публікації Ганса Цибульки:
- 2005 Jedes Wort ein Flügelschlag (Gedichte, Prosa, Notate). Hrsg. v. Günter Gerstmann. Radebeul: Notschriften-Verlag. ISBN 3-933753-78-3
- 2005 Die blaue Farbe des Windes (Ausgewählte Lyrik und Prosa). Aquarelle und Zeichnungen von Gudrun Kraft-Methfessel. Vorwort Heinz Puknus. Jena: Glaux Verlag Christine Jäger. ISBN 3-931743-87-X
- 2010 Labyrinth des Lebens. Ein Brevier Hrsg. und mit einem Nachwort versehen von Hans-Dieter Schütt. Berlin: Eulenspiegel Verlag. ISBN 978-3-359-02275-6
- 2013 Hanns Cibulka. Thüringer Tagebücher Mit Graphiken von Gunter Herrmann. Radebeul: Notschriften-Verlag. ISBN 978-3-940200-88-4
- 2013 Hanns Cibulka. Wo deine Fragen offen sind Gedichte. Auswahl und Nachwort Heinz Puknus. Weimar: Wartburg Verlag (Edition Muschelkalk der Literarischen Gesellschaft Thüringen e. V.). ISBN 978-3-86160-340-5

## Нагороди
- 1973: Премія Луї-Фюрнберга
- 1978: Премія Франческо-де-Санктіс
- 1978: Премія Йоганна-Р.-Бехера
- 1979: Культурна премія міста Ґоти
- 1982: Почесний диплом Академії Італії
- 1988: Почесний професор Університету Флориди, США
- 1991: Культурна премія Судет
- 2000: Премія Ервіна-Штріттматтера